# Françoise Champoud
Françoise Champoud, née le 25 mars 1933 en France et morte le 9 juillet 2016 à Lausanne, est une femme politique suisse.  
Elle est la première femme élue à la Municipalité de Lausanne, en 1981. Elle y siège une seule législature, à la tête des écoles, jusqu'en 1985, puis est membre pendant dix ans du législatif lausannois et du Grand Conseil du canton de Vaud. Elle s'engage également dans la vie associative, notamment dans les associations féministes.  
À sa mort, elle lègue tous ses biens pour mettre en place une fondation, la Fondation Françoise Champoud, qui soutient les artistes de Lausanne.

## Biographie

### Origines et famille
Françoise Champoud naît Françoise de Montmollin le 25 mars 1933 en France. Elle est originaire de Neuchâtel,, puis de Cossonay, dans le canton de Vaud, après son mariage,.
Son père, Roger-Charles de Montmollin, est président-directeur général d'une filiale anglaise.
Elle épouse un avocat en 1960. Ils n'auront pas d'enfant.

### Enfance et études
Elle passe son enfance à Paris. Sa scolarité se déroule à Paris, puis à partir de 1940 à Colombier, dans le canton de Neuchâtel, et à Neuchâtel. Après un séjour en Allemagne vers 1950, motivé par ses difficultés scolaires, elle échoue à décrocher sa maturité gymnasiale. Elle est alors placée en internat à Lausanne, à l'âge de 19 ans, où elle finit par obtenir sa maturité.
Elle fait ensuite, à partir de 1952, des études de droit à l'Université de Lausanne, où elle obtient une licence en 1958.

### Parcours professionnel et féministe
Elle travaille d'abord comme juriste stagiaire pendant un an et demi chez Nestlé, puis pendant six ans, de 1960 à 1966, aux Groupements patronaux vaudois, le secrétariat des syndicats patronaux du canton. 
Elle s'engage par la suite dans de nombreuses associations féministes, notamment au Centre de liaison des associations féminines vaudoises, qu'elle préside de 1969 ou 1970 à 1978. Elle est en 1980 l'une des vice-présidentes de l'Alliance de sociétés féminines suisses.
À partir de 1971, la juriste organise des séances destinées aux Lausannoises pour les informer sur leurs droits civiques et les inciter à se présenter pour être élues. Elle déclare à cet égard en 1979 :

« Les femmes devraient s'intéresser davantage à la politique, surtout celles qui, moins absorbées par une profession, ont plus de temps que les hommes. Elle pourraient imprimer une autre marque à la vie politique. Les femmes sont plus pratiques que les hommes, elles évitent les petites histoires, elles visent à l'essentiel. ».

### Parcours politique
« [Plaçant] la liberté individuelle au-dessus de tout » et déclarant aimer le côté frondeur des libéraux par opposition au Parti radical-démocratique, elle adhère au Parti libéral en 1978. Elle devient la même année la secrétaire générale de la section lausannoise du parti. Elle se présente, toujours en 1978, aux élections au Grand Conseil du canton de Vaud, mais n'est pas élue (première des non-élus de son parti).
En 1981, elle devient la première femme élue, au second tour, à la Municipalité (exécutif) de Lausanne, lors d'une élection (la première au suffrage direct) qui voit l'alliance libérale-radicale obtenir cinq sièges sur sept au détriment d'un socialiste (Marx Lévy) et d'un écologiste (Jean-Claude Rochat), tous deux non réélus (ce dernier obtient 8118 suffrages contre 8461 à Françoise Champoud).  
Au sein du collège dirigé par le radical Paul-René Marti, elle est chargée des écoles communales. Son mandat est marqué par son annonce, en 1983, de la suppression du collège de l'Élysée pour le remplacer par l'École professionnelle de commerce et par l'abandon du projet face aux réactions négatives, manifestations et pétitions,. Elle n'est pas réélue en 1985, battue par le socialiste Jean-Jacques Schilt, ancien enseignant au collège de l'Élysée. 
Elle est ensuite élue simultanément au Conseil communal (législatif) de Lausanne et au Grand Conseil du canton de Vaud, en 1986,. Elle siège au sein du premier jusqu'en 1996 et au sein du second pendant trois législatures.

### Autres activités
Après son retrait de la vie politique, elle préside notamment Agora, la faîtière des associations vaudoises des personnes âgées, et continue de présider le Mouvement des aînés, dont elle prend la tête en 1992.

### Mort
Elle meurt le 9 juillet 2016 à Lausanne, à l'âge de 83 ans.

## Fondation et prix Françoise Champoud
Morte sans héritier, Françoise Champoud lègue tous ses biens à une fondation à son nom, destinée à soutenir les arts à Lausanne. Présidée par l'ancienne conseillère nationale libérale Suzette Sandoz, la fondation a distribué depuis sa création en 2018 jusqu'en 2023 plus d'1,3 million de francs suisses à environ 120 projets différents.
Un prix Françoise Champoud voit le jour en 2023 (prix annuel de 50 000 francs et Grand prix de 100 000 francs tous les dix ans). Le prix est destiné « à favoriser chaque année le développement, selon une rotation annuelle, de talents formés dans les hautes écoles lausannoises, c’est-à-dire l’HEMU, l'ECAL et la Manufacture, et à consacrer chaque dix ans l'éclosion d'une véritable carrière, dans les domaines suivants : art lyrique, art & design et arts de la scène. ».